# Milan Gaľa
Milan Gaľa (n. 21 ianuarie 1953, Jarovnice, Prešovský kraj, Slovacia – d. 1 iunie 2012, Košice, Slovacia) a fost un om politic slovac, membru al Parlamentului European în perioada 2004-2009 din partea Slovaciei. 
1. 1 2 3  ]][[Categorie:Articole cu legături către elemente fără etichetă în limba română
2. ↑  Zomrel exposlanec Milan Gaľa (în poloneză), accesat în 1 septembrie 2012
3. ↑  Deputații în Parlamentul European